# Доркас газела
Доркас газела (лат. Gazella dorcas) је сисар из реда папкара (Artiodactyla) и породице шупљорожаца (Bovidae).

## Распрострањење
Ареал доркас газеле обухвата већи број држава у Африци и на Блиском истоку. 
Врста има станиште у Нигеру, Нигерији (непотврђено), Буркини Фасо, Јордану, Сирији, Израелу, Египту, Либији, Судану, Алжиру, Мароку, Мауританији, Малију, Етиопији, Сомалији, Чаду, Џибутију, Еритреји, Тунису, Јемену и Западној Сахари. Врста је изумрла у Сенегалу.

## Угроженост
Ова врста се сматра рањивом у погледу угрожености врсте од изумирања.